# Alfred Corbin
Alfred Corbin, né le 26 février 1901 à Clichy, et mort le 28 juillet 1943 à Berlin-Plötzensee, est un combattant de la résistance française.

## Biographie
Il appartient à l'Orchestre rouge, la partie du réseau d'espionnage soviétique responsable de l'Europe occidentale pendant la Seconde Guerre mondiale.
Corbin est à la tête du groupe de résistance « Simex » en France. Après sa dénonciation, il est arrêté le 19 novembre 1942 à Paris. Il est condamné à mort et le 28 juillet 1943 exécuté dans la prison de Plötzensee à Berlin.